# Harold Kroto
Sir Harold Walter Kroto (n. 7 octombrie 1939, Wisbech, Anglia, Regatul Unit – d. 30 aprilie 2016, Lewes, Anglia, Regatul Unit) a fost un chimist britanic, laureat al Premiului Nobel pentru chimie (1996).

## Legături externe
- Harry Kroto personal website
- Sir Harold W. Kroto at Florida State University
- About Harry Kroto at University of Sheffield
- Videos from Vega Science Trust
- Sir Harold Kroto - Biographical from NobelPrize.org
- „Richard E. Smalley, Robert F. Curl, Jr., and Harold W. Kroto”. Science History Institute. iunie 2016.
- Harry Kroto Arhivat în 29 martie 2019, la Wayback Machine., Nobel Luminaries Project, The Museum of the Jewish People at Beit Hatfutsot